# Партия рабочих Барбадоса
Партия рабочих Барбадоса (англ. Workers Party of Barbados) — бывшая марксистская политическая партия на Барбадосе, основанная в 1985 году. 

## История
Партия рабочих Барбадоса была снована 1 мая 1985 года политологом Джорджем Белле. Партия представила двух кандидатов на парламентских выборах 1986 года как третья партия после Демократической лейбористской и Барбадосской лейбористской партий, получила 40 голосов и не смогла получить ни одного места в парламенте. В дальнейших выборах партия не участвовала.

## Участие в выборах
| Выборы | Лидер        | Голосов | %     | Мест    | +/- | Позиция | Правительство    |
| ------ | ------------ | ------- | ----- | ------- | --- | ------- | ---------------- |
| 1986   | Джордж Белле | 225670  | 56,45 | 0 из 28 | ▬ 0 | ▬ новая | Внепарламентская |